# Trachelinella
Trachelinella es un género de foraminífero bentónico de la familia Loxostomatidae, de la superfamilia Loxostomatoidea, del suborden Buliminina y del orden Buliminida. Su especie tipo es Bolivina watersi. Su rango cronoestratigráfico abarca desde el Campaniense hasta el Maastrichtiense (Cretácico superior).

## Discusión
Clasificaciones previas incluían Trachelinella en el suborden Rotaliina del orden Rotaliida.

## Clasificación
Trachelinella incluye a la siguiente especie:
- Trachelinella watersi †